# Namwambina festinata
Namwambina festinata är en tvåvingeart som beskrevs av Munro 1957. Namwambina festinata ingår i släktet Namwambina och familjen borrflugor.
Artens utbredningsområde är Uganda. Inga underarter finns listade i Catalogue of Life.